# Pulikali

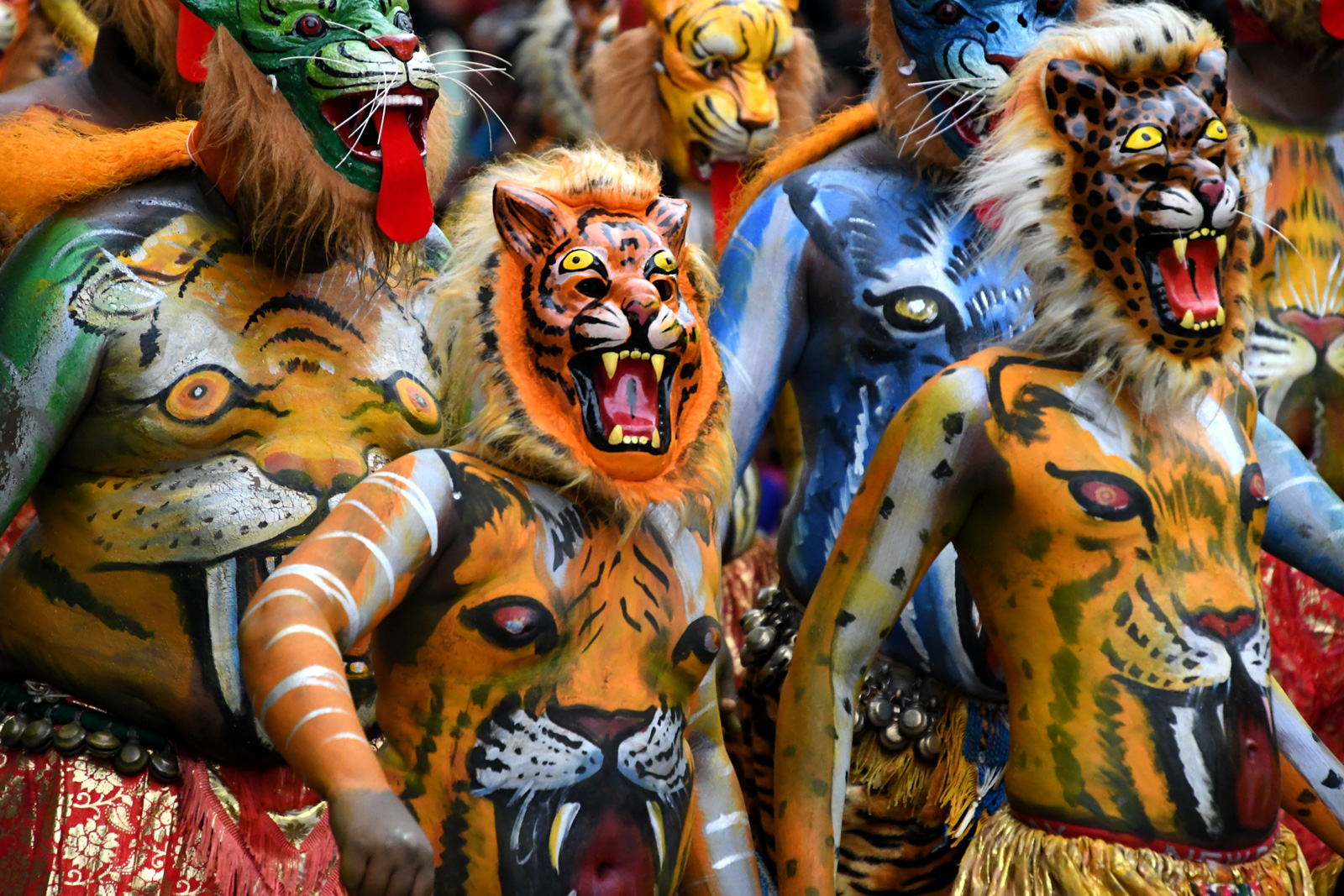
Pulikali durante Onam.

Pulikkali ("Puli" = Leopardo / Tigre y  "Kali" = Jugar en idioma malayalam) es un arte popular recreativo del estado de Kerala. Es realizado por artistas entrenados para entretener a las personas con motivo de Onam, un festival anual de la cosecha, celebrado principalmente en el estado indio de Kerala. En el cuarto día de las celebraciones de Onam (Nalaam Onam), los artistas se pintan como tigres y cazadores en amarillo brillante, rojo y negro bailando al ritmo de instrumentos como Udukku y Thakil. El significado literal de Pulikkali es el "juego de los tigres", por lo tanto, la actuación gira en torno al tema de la caza del tigre. El arte popular se practica principalmente en el distrito de Thrissur de Kerala. El mejor lugar para ver el espectáculo es en Thrissur el cuarto día de Onam, donde las compañías de Pulikkali de todo el distrito se reúnen para mostrar sus habilidades. El festival atrae a miles de personas a la ciudad de Thrissur. Pulikkali también se realiza durante varias otras temporadas festivas.

## Historia
El origen de Pulikkali se remonta a más de 200 años, cuando el Maharajá Rama Varma Sakthan Thampuran, el entonces Maharajá de Cochin, se dice que introdujo el arte popular, y quería celebrar Onam con un baile que reflejara el espíritu salvaje y masculino de la fuerza. Más tarde, Konar de (Pattalam Road) solía celebrar con gran fervor. Ellos popularizaron el género folclórico con pasos y lenguaje corporal propios de un tigre acechado por un cazador, representando una obra del cazador y la bestia. Junto con las celebraciones, solían interpretar el arte de los tigres con sus pasos especiales que se asemejan al tigre, en ese entonces enominado 'Pulikkettikali', que era muy apreciado por los lugareños. Pulikkali en Thrissur se lleva a cabo en memoria de este evento.

## Era moderna
Con los años, ha habido cambios en el adorno de los bailarines Pulikkali. Anteriormente, no se usaban máscaras y los participantes se pintaban por todas partes, aun sus caras. Pero en la actualidad, los participantes usan máscaras, dientes cosméticos, lenguas, barbas y bigotes junto con la pintura en sus cuerpos. Los tigres también usan un cinturón ancho con cascabeles alrededor de su cintura. El festival en Thrissur se ha convertido en un evento de todos los pueblos con una gran respuesta del pueblo, especialmente los jóvenes que se presentan para participar en el festival, y también de los patrocinadores. El evento es organizado por el Comité de Coordinación de Pulikkali, un consejo unificado de grupos de Pulikkali formado en 2004 en Thrissur para preservar y propagar el arte preservando su esencia. La Corporación Municipal de Thrissur otorga una subvención de Rs 30,000 por cada compañía Pulikkali.
Una característica llamativa de este arte popular es la apariencia colorida de los artistas. Se utiliza una combinación particular de témpera en polvo y barniz o esmalte para hacer la pintura. En primer lugar, los bailarines eliminan el vello del cuerpo y luego se les aplica la capa base de pintura. El recubrimiento tarda de dos a tres horas en secarse. Después de eso, la segunda capa de pintura se aplica con un diseño mejorado. Todo este procedimiento dura al menos cinco a siete horas. Una gran cantidad de artistas se reúnen para aplicar pintura sobre los tigres. Es un proceso meticuloso y a menudo comienza desde altas horas de la madrugada. Por la tarde, los grupos Pulikkali o 'sangams' como se les llama, desde las cuatro esquinas de Thrissur, se mueven en procesión, bailan, golpean y agitan sus barrigas al ritmo de los tambores por las calles hacia la Rotonda Swaraj, Thrissur situado en el corazón de la ciudad a través de Palace Road, Karunakaran Nambiar Road, Shornur Road, AR Menon Road y MG Road.